# بابوشنيتسا
بابوسنيكا (Бабушница) هي مدينة في بيروت في مقاطعة وسط صربيا في صربيا.
يبلغ عدد سكانها حوالي 4637 نسمة.

## معرض صور

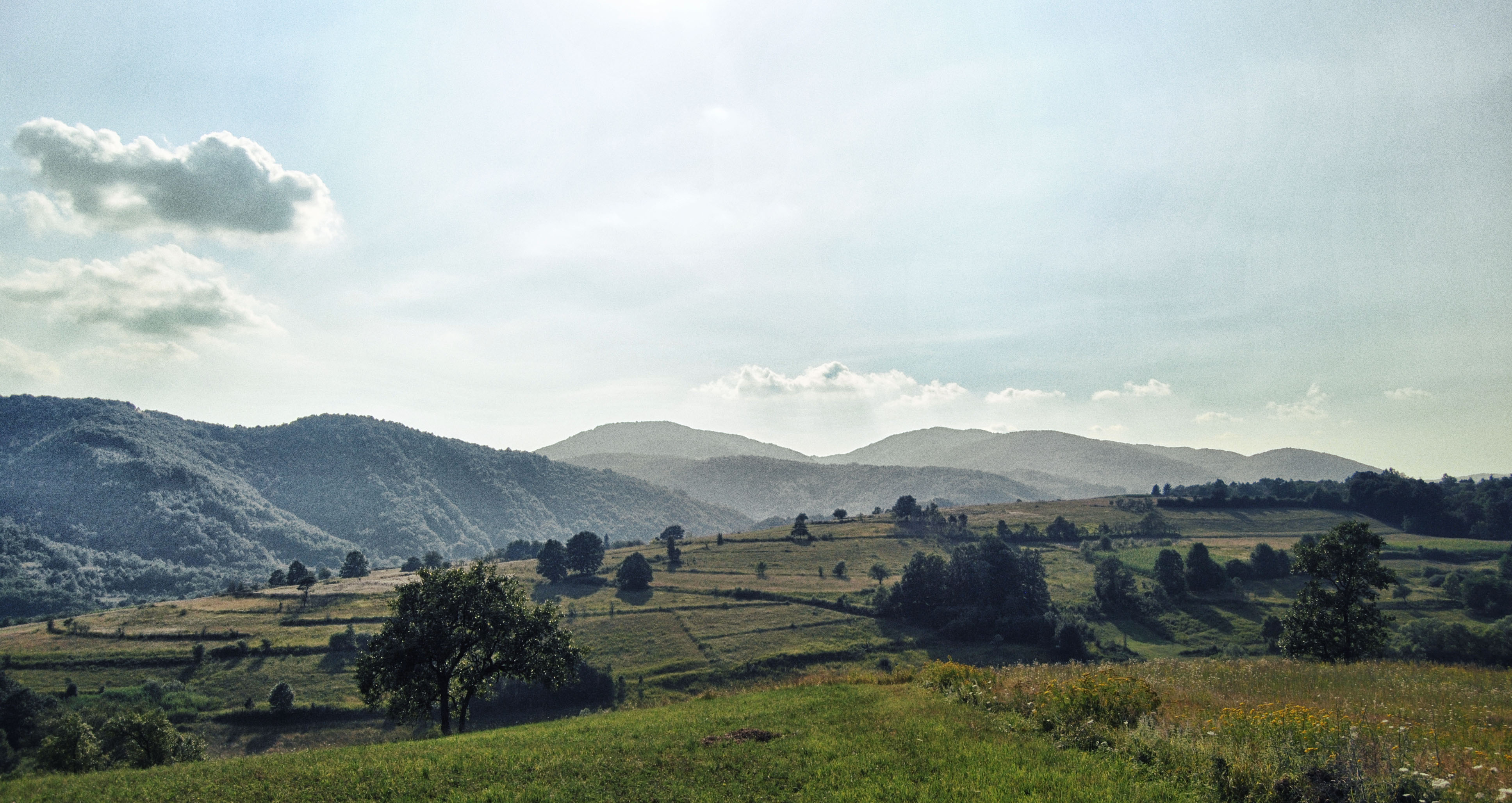
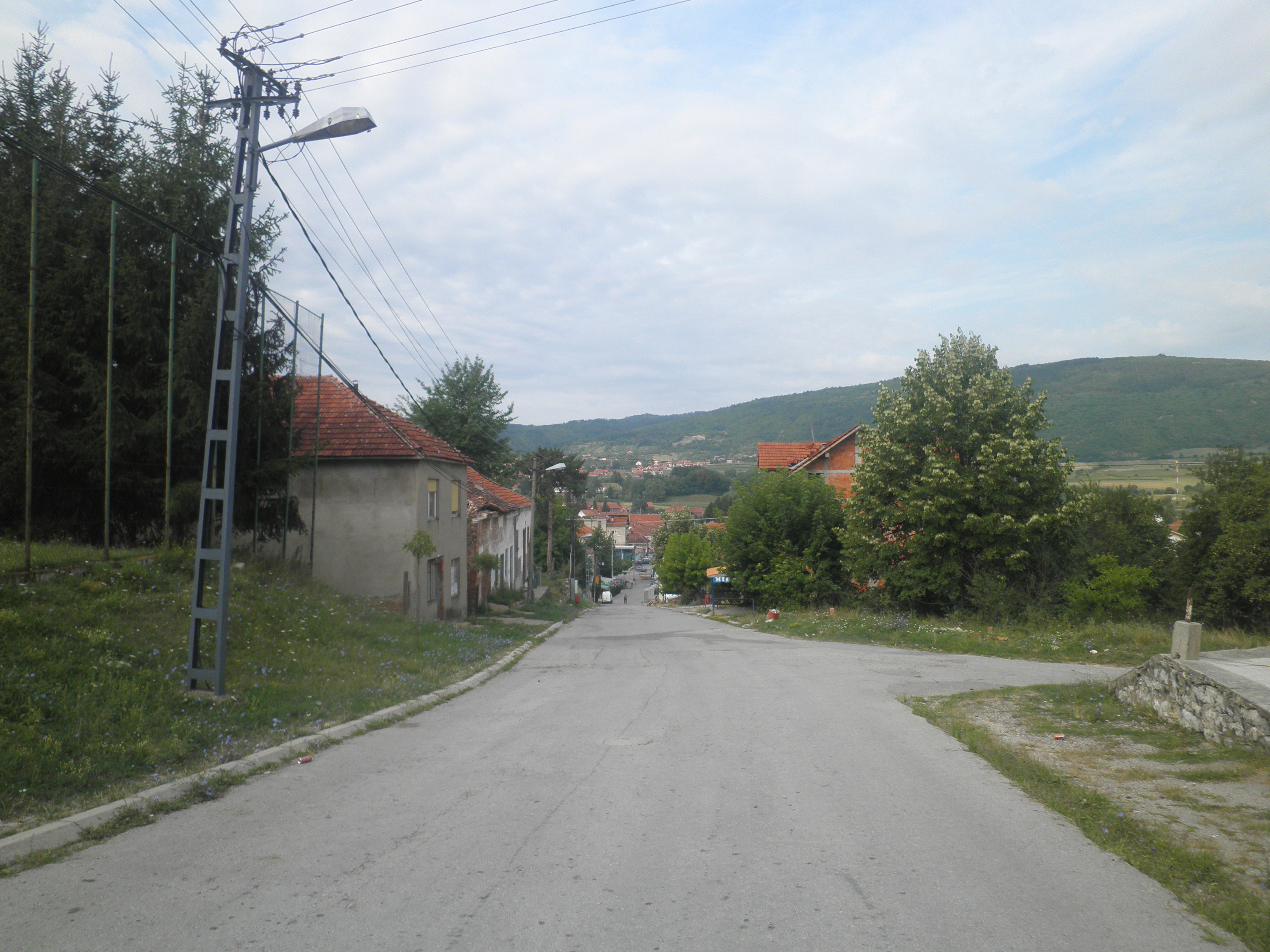
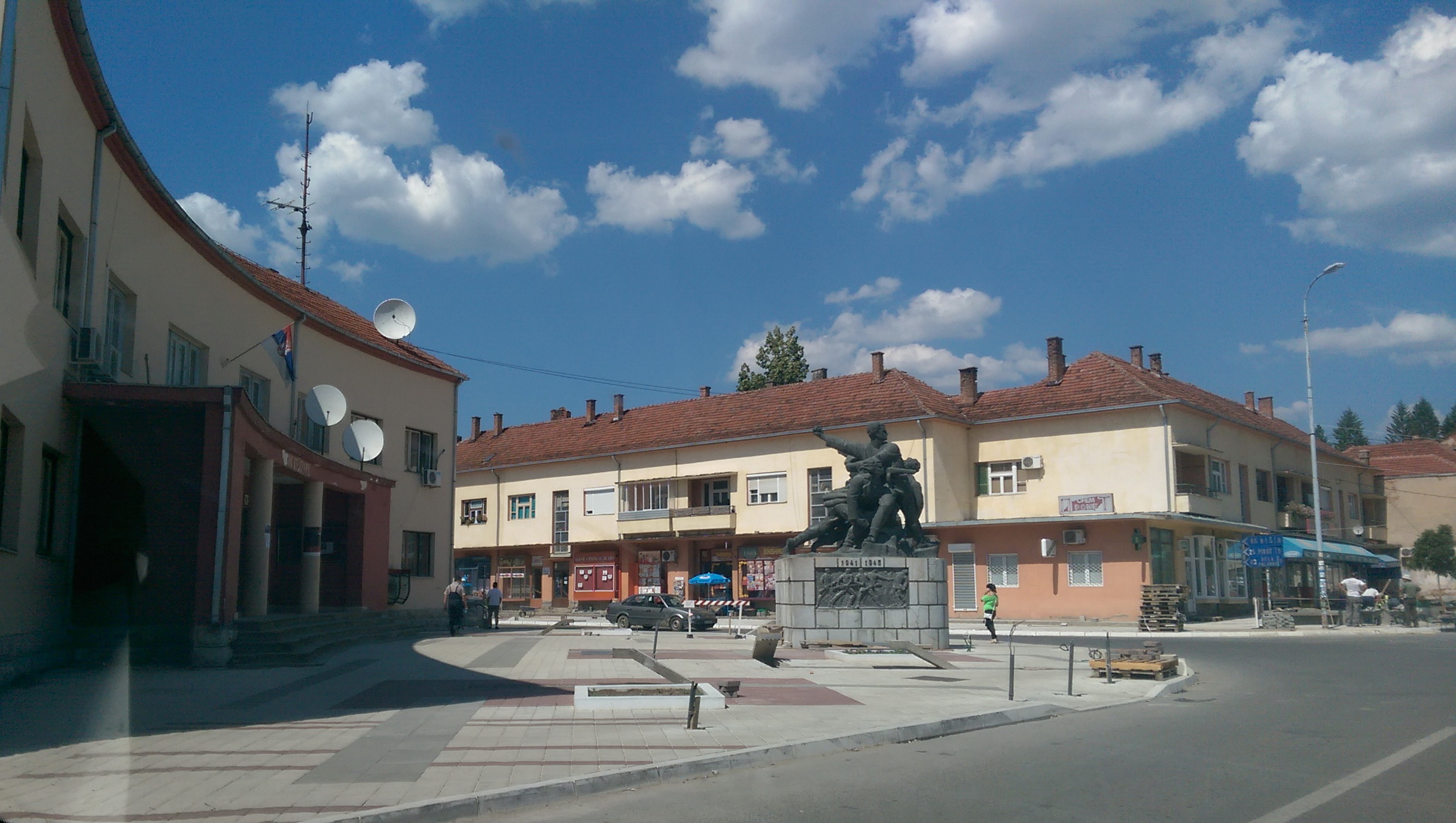